# Tony Roche
Tony Roche, właśc. Anthony Dalton Roche (ur. 17 maja 1945 w Wagga Wagga) – australijski tenisista i trener tenisa, zwycięzca 16 turniejów wielkoszlemowych, zdobywca Pucharu Davisa.
W 1986 roku został uhonorowany miejscem w Międzynarodowej Tenisowej Galerii Sławy.

## Kariera tenisowa
Roche starty w tenisie zaczął w 1963 roku, a status zawodowca otrzymał w 1968 z nastaniem ery open. Jeszcze jako amator wygrał w 1966 French Championships w finale pokonując Istvána Gulyása. W 1965 i 1967 był finalistą tej imprezy. W 1968 został finalistą Wimbledonu, a w latach 1969 i 1970 US Open – jako zawodowiec.
W grze podwójnej triumfował w 13 turniejach Wielkiego Szlema, w 12 tworząc parę z Johnem Newcombe. Debel ten 4 razy wygrał Australian Open (przed 1968 Australian Championships), raz French Open, 4 razy Wimbledon i raz U.S. National Championships (po 1968 US Open). Roche 1 tytuł wielkoszlemowy zdobył razem z Arthurem Ashe, podczas Australian Open w 1977.
Australijczyk sukcesy odnosił również w grze mieszanej, 2–krotnie zostając mistrzem imprez wielkoszlemowych. W 1966 został wspólnie z Judy Tegart Dalton zwycięzcą Australian Championships, a w 1976 wygrał razem z Françoise Durr Wimbledon. Para Toche–Tegart Dalton była w finałach Wimbledonu 1966 i 1969 oraz Australian Championships 1967.
Tony Roche reprezentując Australię w Pucharze Davisa przyczynił się do triumfów drużyny w turnieju w latach 1965–1967 i 1977. Reprezentował swój kraj, z przerwami, od 1964 do 1977 roku, osiągając bilans 14 wygranych meczów przy 5 porażkach (7–3 w singlu i 7–2 w deblu).
W rankingach światowych osiągnął pozycję lidera w klasyfikacji deblowej w 1965, i wicelidera w singlu w 1969. Po wprowadzeniu komputerowego rankingu ATP najwyżej był na 8. miejscu w grze pojedynczej (16 listopada 1975), a w zestawieniu gry podwójnej na 12. pozycji (30 sierpnia 1977).

### Finały w turniejach wielkoszlemowych

#### Gra pojedyncza (1–5)
| Końcowy wynik | Nr | Data | Turniej                     | Nawierzchnia | Przeciwnik    | Wynik finału          |
| ------------- | -- | ---- | --------------------------- | ------------ | ------------- | --------------------- |
| Finalista     | 1. | 1965 | French Championships, Paryż | Ceglana      | Fred Stolle   | 6:3, 0:6, 2:6, 3:6    |
| Zwycięzca     | 1. | 1966 | French Championships, Paryż | Ceglana      | István Gulyás | 6:1, 6:4, 7:5         |
| Finalista     | 2. | 1967 | French Championships, Paryż | Ceglana      | Roy Emerson   | 1:6, 4:6, 6:2, 2:6    |
| Finalista     | 3. | 1968 | Wimbledon, Londyn           | Trawiasta    | Rod Laver     | 3:6, 4:6, 2:6         |
| Finalista     | 4. | 1969 | US Open, Forest Hills       | Trawiasta    | Rod Laver     | 9:7, 1:6, 2:6, 2:6    |
| Finalista     | 5. | 1970 | US Open, Forest Hills       | Trawiasta    | Ken Rosewall  | 6:2, 4:6, 6:7(2), 3:6 |

#### Gra podwójna (13–2)
| Końcowy wynik | Nr  | Data | Turniej                                   | Nawierzchnia | Partner       | Przeciwnicy                      | Wynik finału                |
| ------------- | --- | ---- | ----------------------------------------- | ------------ | ------------- | -------------------------------- | --------------------------- |
| Finalista     | 1.  | 1964 | French Championships, Paryż               | Ceglana      | John Newcombe | Roy Emerson Ken Fletcher         | 5:7, 3:6, 6:3, 5:7          |
| Zwycięzca     | 1.  | 1965 | Australian Championships, Melbourne       | Trawiasta    | John Newcombe | Roy Emerson Fred Stolle          | 3:6, 4:6, 13:11, 6:3, 6:4   |
| Zwycięzca     | 2.  | 1965 | Wimbledon, Londyn                         | Trawiasta    | John Newcombe | Ken Fletcher Bob Hewitt          | 7:5, 6:3, 6:4               |
| Finalista     | 2.  | 1966 | Australian Championships, Melbourne       | Trawiasta    | John Newcombe | Roy Emerson Fred Stolle          | 9:7, 3:6, 8:6, 12:14, 10:12 |
| Zwycięzca     | 3.  | 1967 | Australian Championships, Melbourne       | Trawiasta    | John Newcombe | William Bowrey Owen Davidson     | 3:6, 6:3, 7:5, 6:8, 8:6     |
| Zwycięzca     | 4.  | 1967 | French Championships, Paryż               | Ceglana      | John Newcombe | Roy Emerson Ken Fletcher         | 6:3, 9:7, 12:10             |
| Zwycięzca     | 5.  | 1967 | U.S. National Championships, Forest Hills | Trawiasta    | John Newcombe | William Bowrey Owen Davidson     | 6:8, 9:7, 6:3, 6:3          |
| Zwycięzca     | 6.  | 1968 | Wimbledon, Londyn                         | Trawiasta    | John Newcombe | Ken Rosewall Fred Stolle         | 3:6, 8:6, 5:7, 14:12, 6:3   |
| Zwycięzca     | 7.  | 1969 | French Open, Paryż                        | Ceglana      | John Newcombe | Roy Emerson Rod Laver            | 4:6, 6:1, 3:6, 6:4, 6:4     |
| Zwycięzca     | 8.  | 1969 | Wimbledon, Londyn                         | Trawiasta    | John Newcombe | Tom Okker Marty Riessen          | 7:5, 11:9, 6:3              |
| Zwycięzca     | 9.  | 1970 | Wimbledon, Londyn                         | Trawiasta    | John Newcombe | Ken Rosewall Fred Stolle         | 10:8, 6:3, 6:1              |
| Zwycięzca     | 10. | 1971 | Australian Open, Melbourne                | Trawiasta    | John Newcombe | Tom Okker Marty Riessen          | 6:2, 7:6                    |
| Zwycięzca     | 11. | 1974 | Wimbledon, Londyn                         | Trawiasta    | John Newcombe | Bob Lutz Stan Smith              | 8:6, 6:4, 6:4               |
| Zwycięzca     | 12. | 1976 | Australian Open, Melbourne                | Trawiasta    | John Newcombe | Ross Case Geoff Masters          | 7:6, 6:4                    |
| Zwycięzca     | 13. | 1977 | Australian Open, Melbourne                | Trawiasta    | Arthur Ashe   | Charlie Pasarell Erik van Dillen | 6:4, 6:4                    |

#### Gra mieszana (2–3)
| Końcowy wynik | Nr | Data | Turniej                             | Nawierzchnia | Partnerka          | Przeciwnicy                        | Wynik finału  |
| ------------- | -- | ---- | ----------------------------------- | ------------ | ------------------ | ---------------------------------- | ------------- |
| Finalista     | 1. | 1965 | Wimbledon, Londyn                   | Trawiasta    | Judy Tegart Dalton | Margaret Smith Court Ken Fletcher  | 10:12, 3:6    |
| Zwycięzca     | 1. | 1966 | Australian Championships, Melbourne | Trawiasta    | Judy Tegart Dalton | Robyn Ebbern William Bowrey        | 6:1, 6:3      |
| Finalista     | 2. | 1967 | Australian Championships, Melbourne | Trawiasta    | Judy Tegart Dalton | Lesley Turner Bowrey Owen Davidson | 7:9, 4:6      |
| Finalista     | 3. | 1969 | Wimbledon, Londyn                   | Trawiasta    | Judy Tegart Dalton | Ann Haydon-Jones Fred Stolle       | 2:6, 3:6      |
| Zwycięzca     | 2. | 1976 | Wimbledon, Londyn                   | Trawiasta    | Françoise Durr     | Rosie Casals Dick Stockton         | 6:3, 2:6, 7:5 |

## Kariera trenerska
Pracował jako trener Ivana Lendla, Patricka Raftera, Rogera Federera (sezony 2005–2007) i Lleytona Hewitta (sezony 2007–2009 i 2011–2016).